# Marcelo Estigarribia
Marcelo Alejandro Estigarribia Balmori (Fernando de la Mora, 21 de septiembre de 1987) es un futbolista paraguayo que normalmente juega de mediocampista o lateral izquierdo en Sportivo Ameliano de la Primera División de Paraguay.
Ha sido internacional con la selección de Paraguay desde el 2008, alcanzando su mejor rendimiento durante la Copa América 2011 en la cual disputaría un total de 6 partidos, incluido el juego final frente a Uruguay.
En más de una ocasión ha citado al hoy por hoy también jugador de Olimpia y ex Cerro Porteño Rodrigo Rojas como su mejor amigo, a quien conociera durante su infancia como vecinos en la ciudad de Fernando.

## Trayectoria
En sus primeras etapas en el fútbol, Estigarribia inició su carrera en el Club Sport Colombia, desde donde pasó a integrar las divisiones inferiores del Club Cerro Porteño. En el Torneo Clausura 2006, debutó en la Primera División de Paraguay, participando en la victoria de Cerro Porteño por 5-1 sobre el Club Guaraní. Permaneció en este club hasta 2008, cuando su pase fue adquirido por el Le Mans UC de la Ligue 1 de Francia por una cifra superior a los 3 millones de dólares. El 29 de diciembre de 2009, Estigarribia firmó contrato con el Newell's Old Boys de la Primera División de Argentina, a préstamo por un año y medio.
En agosto de 2011, fue nuevamente cedido, esta vez con opción de compra definitiva, a la Juventus de la Serie A de Italia. En su primera temporada con el club, se coronó campeón de la Serie A 2011-12, a pesar de contar con limitada participación en los partidos de liga.

### Newell's Old Boys
El 27 de diciembre de 2009, el Newell's Old Boys firmó al mediocampista paraguayo de manera temporal por 18 meses, quien había sido cedido por el Le Mans UC francés. En junio de 2011, se informó que el club escocés Rangers de la Scottish Premier League había mostrado interés en fichar a Estigarribia, tras una serie de observaciones realizadas por el técnico Ally McCoist en Argentina.

### Juventus
El 28 de agosto de 2011, Estigarribia se trasladó a la Juventus de Turín bajo un préstamo por una temporada, con una opción de compra por 5 millones de euros al finalizar la campaña. El acuerdo se realizó a través del club Deportivo Maldonado. Debutó en la Serie A el 16 de octubre de 2011, ingresando al minuto 80' en un encuentro frente al Chievo Verona, y logró su primera titularidad contra el Genoa. Marcó su primer gol con la Vecchia Signora en un empate 3-3 contra el Napoli.

### Sampdoria
El 4 de agosto de 2012, Estigarribia fue cedido al U.C. Sampdoria por una temporada, con opción de compra por 5 millones de euros al final del préstamo. Debutó con la camiseta de los Blucerchiati en un partido contra el AC Milan, que terminó con una victoria 0-1 para su equipo.

### Regreso a Cerro Porteño
A fines de enero de 2016, se comenzó a rumorear sobre el posible regreso de Estigarribia al Cerro Porteño. Finalmente, el 5 de febrero de 2016, fue presentado oficialmente como refuerzo del club en una conferencia con el presidente Juan José Zapag. La operación fue realizada bajo la modalidad de préstamo por un año, con opción de compra, convirtiéndose en la incorporación más destacada del equipo para la temporada 2016. En su presentación, Estigarribia expresó que no dudó ni un momento en concretar su regreso.

## Selección nacional
Ha sido internacional con la selección de fútbol de Paraguay. Debutó en un partido amistoso frente a Costa de Marfil, el 22 de mayo de 2008. Anteriormente, también fue parte del plantel que disputó el Campeonato Sudamericano Sub-20 de 2007.
En 2011, Estigarribia integró el equipo titular durante cuatro de los seis partidos que jugó en la Copa América que se realizó en Argentina, en la que su equipo alcanzó la final del certamen.

### Goles en la Selección
| Resultados | Resultados | Resultados | Resultados | Lugar    | Estadio                      | Fecha               | Tipo                       | Gol(es) |
| ---------- | ---------- | ---------- | ---------- | -------- | ---------------------------- | ------------------- | -------------------------- | ------- |
| Paraguay   | 1          | 1          | Sudáfrica  | Asunción | Estadio Defensores del Chaco | 31 de marzo de 2010 | Amistoso Copa Visión Banco | 1 gol   |

Para un total de 1 gol

### Participaciones en Copa América
| Torneo            | Sede      | Resultado  | Partidos | Goles |
| ----------------- | --------- | ---------- | -------- | ----- |
| Copa América 2011 | Argentina | Subcampeón | 6        | 0     |

## Clubes
| Club                | País      | Año       |
| ------------------- | --------- | --------- |
| Cerro Porteño       | Paraguay  | 2006-2008 |
| Le Mans             | Francia   | 2008-2009 |
| Newell's Old Boys   | Argentina | 2010‐2011 |
| Juventus            | Italia    | 2011-2012 |
| Sampdoria           | Italia    | 2012-2013 |
| Chievo Verona       | Italia    | 2013-2014 |
| Atalanta            | Italia    | 2014-2015 |
| Cerro Porteño       | Paraguay  | 2016      |
| Jaguares de Chiapas | México    | 2017      |
| Colón               | Argentina | 2017-2020 |
| Deportivo Maldonado | Uruguay   | 2020-2021 |
| Olimpia             | Paraguay  | 2021      |
| Sol de América      | Paraguay  | 2022-2023 |
| Sportivo Ameliano   | Paraguay  | 2023-act. |

## Estadísticas
Actualizado de acuerdo al último partido jugado el 21 de mayo de 2021.
| Club                          | Temporada    | Liga | Liga    | Copas Nacionales* | Copas Nacionales* | Copas Internacionales | Copas Internacionales | Total | Total   |
| Club                          | Temporada    | P    | Anotado | P                 | Anotado           | P                     | Anotado               | P     | Anotado |
| ----------------------------- | ------------ | ---- | ------- | ----------------- | ----------------- | --------------------- | --------------------- | ----- | ------- |
| Sport Colombia Paraguay       | 2005         | 10   | 0       | –                 | –                 | –                     | –                     | 10    | 0       |
| Sport Colombia Paraguay       | Total        | 10   | 0       | 0                 | 0                 | 0                     | 0                     | 10    | 0       |
| Cerro Porteño Paraguay        | 2006         | 1    | 0       | –                 | –                 | –                     | –                     | 1     | 0       |
| Cerro Porteño Paraguay        | 2007         | 23   | 2       | –                 | –                 | –                     |                       | 23    | 2       |
| Cerro Porteño Paraguay        | 2008         | 21   | 4       | –                 | –                 | 2                     | 0                     | 23    | 4       |
| Cerro Porteño Paraguay        | Total        | 45   | 6       | 0                 | 0                 | 2                     | 0                     | 47    | 6       |
| Le Mans Francia               | 2008/09      | 5    | 0       | 1                 | 0                 | –                     | –                     | 6     | 0       |
| Le Mans Francia               | 2009/10      | 7    | 0       | 0                 | 0                 | –                     | –                     | 7     | 0       |
| Le Mans Francia               | Total        | 12   | 0       | 1                 | 0                 | 0                     | 0                     | 13    | 0       |
| Newell's Old Boys Argentina   | 2009/10      | 15   | 0       | -                 | -                 | 1                     | 0                     | 16    | 0       |
| Newell's Old Boys Argentina   | 2010/11      | 30   | 0       | -                 | -                 | 6                     | 1                     | 36    | 1       |
| Newell's Old Boys Argentina   | Total        | 45   | 0       | 0                 | 0                 | 7                     | 1                     | 52    | 1       |
| Juventus · Italia             | 2011/12      | 14   | 1       | 4                 | 0                 | –                     |                       | 18    | 1       |
| Juventus · Italia             | Total        | 14   | 1       | 4                 | 0                 | 0                     | 0                     | 18    | 1       |
| Sampdoria · Italia            | 2012/13      | 34   | 2       | 1                 | 0                 | –                     | –                     | 35    | 2       |
| Sampdoria · Italia            | Total        | 34   | 2       | 1                 | 0                 | 0                     | 0                     | 35    | 2       |
| Chievo Verona · Italia        | 2013/14      | 16   | 0       | 1                 | 0                 | 0                     | 0                     | 17    | 0       |
| Chievo Verona · Italia        | Total        | 16   | 0       | 1                 | 0                 | 0                     | 0                     | 17    | 1       |
| Atalanta · Italia             | 2013/14      | 12   | 1       | 0                 | 0                 | 0                     | 0                     | 12    | 1       |
| Atalanta · Italia             | 2014/15      | 9    | 1       | 1                 | 0                 | 0                     | 0                     | 10    | 1       |
| Atalanta · Italia             | 2015/16      | 4    | 0       | 1                 | 0                 | 0                     | 0                     | 5     | 0       |
| Atalanta · Italia             | Total        | 25   | 2       | 2                 | 0                 | 0                     | 0                     | 27    | 2       |
| Cerro Porteño Paraguay        | 2016         | 22   | 1       | 0                 | 0                 | 15                    | 0                     | 37    | 1       |
| Cerro Porteño Paraguay        | Total        | 22   | 1       | 0                 | 0                 | 15                    | 0                     | 37    | 1       |
| Jaguares de Chiapas · México  | 2017         | 6    | 1       | 3                 | 0                 | 0                     | 0                     | 9     | 1       |
| Jaguares de Chiapas · México  | Total        | 6    | 1       | 3                 | 0                 | 0                     | 0                     | 9     | 1       |
| Colón Argentina               | 2017/18      | 23   | 3       | 3                 | 0                 | 1                     | 0                     | 27    | 3       |
| Colón Argentina               | 2018/19      | 22   | 1       | 4                 | 1                 | 7                     | 1                     | 33    | 3       |
| Colón Argentina               | 2019/20      | 21   | 0       | 2                 | 0                 | 6                     | 0                     | 29    | 0       |
| Colón Argentina               | Total        | 66   | 4       | 9                 | 1                 | 15                    | 1                     | 89    | 6       |
| Deportivo Maldonado · Uruguay | 2020         | 15   | 2       | -                 | -                 | -                     | -                     | 15    | 2       |
| Deportivo Maldonado · Uruguay | Total        | 15   | 2       | -                 | -                 | -                     | -                     | 15    | 2       |
| Olimpia Paraguay              | 2021         | 11   | 0       | -                 | -                 | 3                     | 0                     | 14    | 0       |
| Olimpia Paraguay              | Total        | 11   | 0       | -                 | -                 | 3                     | 0                     | 14    | 0       |
| Total clubes                  | Total clubes | 321  | 19      | 20                | 1                 | 43                    | 2                     | 384   | 22      |

## Palmarés

### Títulos nacionales
| Título             | Club     | País     | Año     |
| ------------------ | -------- | -------- | ------- |
| Serie A            | Juventus | Italia   | 2011-12 |
| Copa Paraguay      | Olimpia  | Paraguay | 2021    |
| Supercopa Paraguay | Olimpia  | Paraguay | 2021    |

### Otros logros
- Subcampeón de la Copa América 2011.
- Subcampeón de la Copa Italia 2011-12.
- Subcampeón de la Copa Santa Fe 2018.
- Subcampeón de la Copa Sudamericana 2019.
- Subcampeón del Torneo Apertura 2021 (Paraguay).